# Bouvardia conzattii
Bouvardia conzattii är en måreväxtart som beskrevs av Jesse More Greenman. Bouvardia conzattii ingår i släktet Bouvardia och familjen måreväxter. Inga underarter finns listade i Catalogue of Life.